# .xyz
.xyz – internetowa domena najwyższego poziomu ogólnego zastosowania, zgłoszona do Internetowej Korporacji ds. Nadanych Nazw i Numerów i w pełni operacyjna od 2 czerwca 2014.
W 2020 roku domena .xyz była siódmą najpopularniejszą domeną używaną podczas rejestracji domen.
Obecnie (listopad 2024) domena „.xyz” jest na pierwszym miejscu pod względem zarejestrowanych domen gTLD, posiadająca ok. 4,3 mln stron internetowych. Na drugim miejscu jest „.shop” posiadająca 3,8 mln stron.